# Lauter (Laubach)
Lauter is een plaats in de Duitse gemeente Laubach, deelstaat Hessen, en telt 930 inwoners (2007).